# Shattuck
Shattuck é uma cidade  localizada no estado norte-americano de Oklahoma, no Condado de Ellis.

## Demografia
Segundo o censo norte-americano de 2000, a sua população era de 1274 habitantes.
Em 2006, foi estimada uma população de 1218, um decréscimo de 56 (-4.4%).

## Geografia
De acordo com o United States Census Bureau tem uma área de
3,7 km², dos quais 3,7 km² cobertos por terra e 0,0 km² cobertos por água. Shattuck localiza-se a aproximadamente 685 m acima do nível do mar.

## Localidades na vizinhança
O diagrama seguinte representa as localidades num raio de 32 km ao redor de Shattuck.